# Anthracocentrus beringei
Anthracocentrus beringei är en skalbaggsart som först beskrevs av Hermann Julius Kolbe 1898.  Anthracocentrus beringei ingår i släktet Anthracocentrus och familjen långhorningar.
Artens utbredningsområde är Kenya. Inga underarter finns listade i Catalogue of Life.